# Horithyatira decorata
Horithyatira decorata är en fjärilsart som beskrevs av Moore 1881. Horithyatira decorata ingår i släktet Horithyatira och familjen sikelvingar. Inga underarter finns listade i Catalogue of Life.

## Bildgalleri

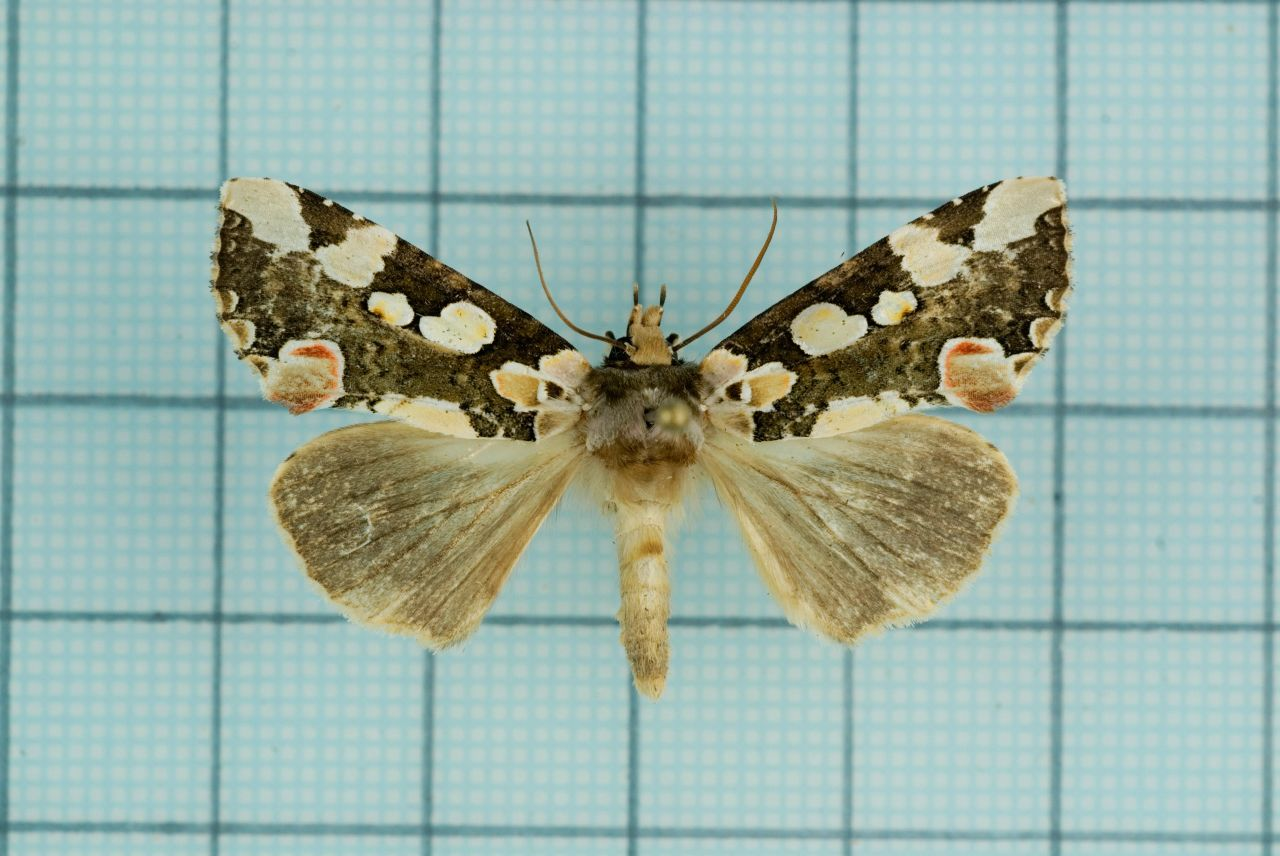
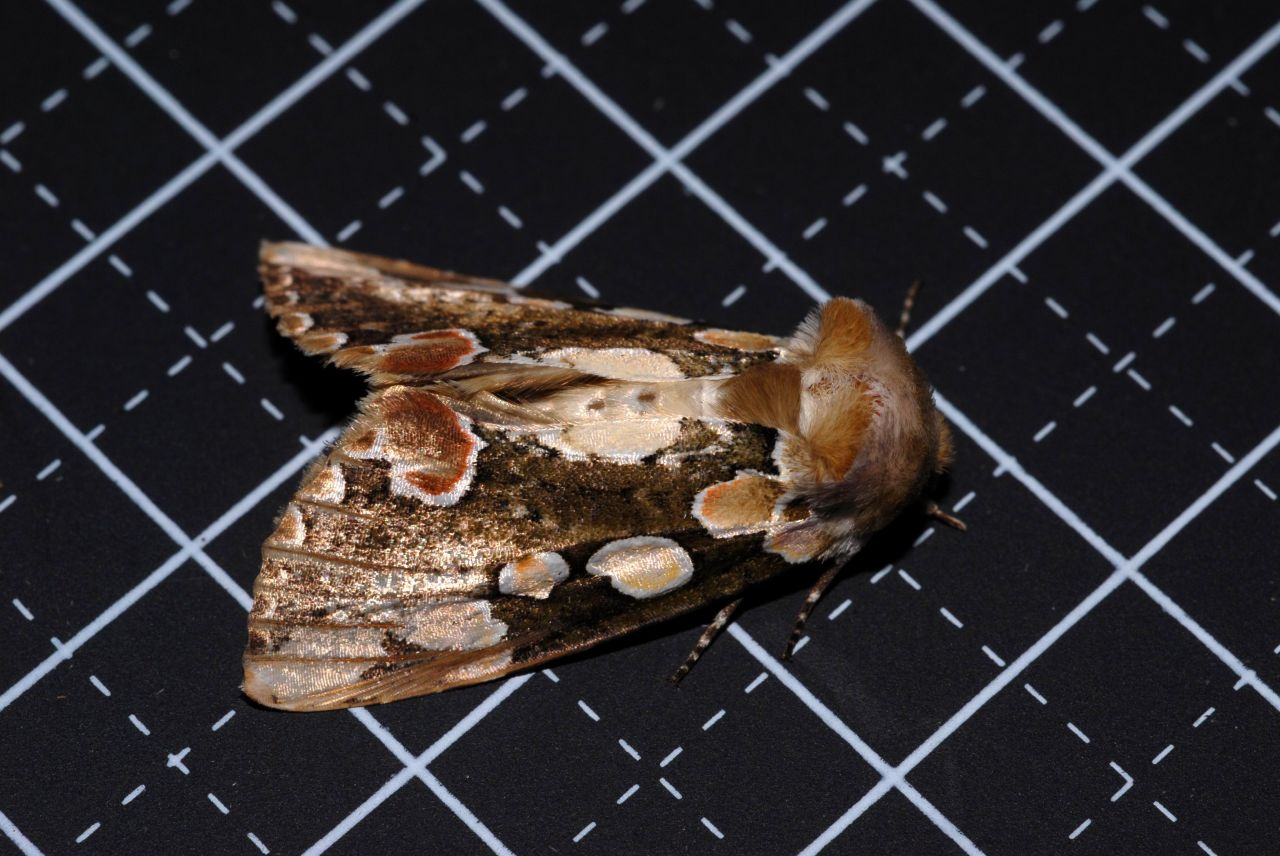
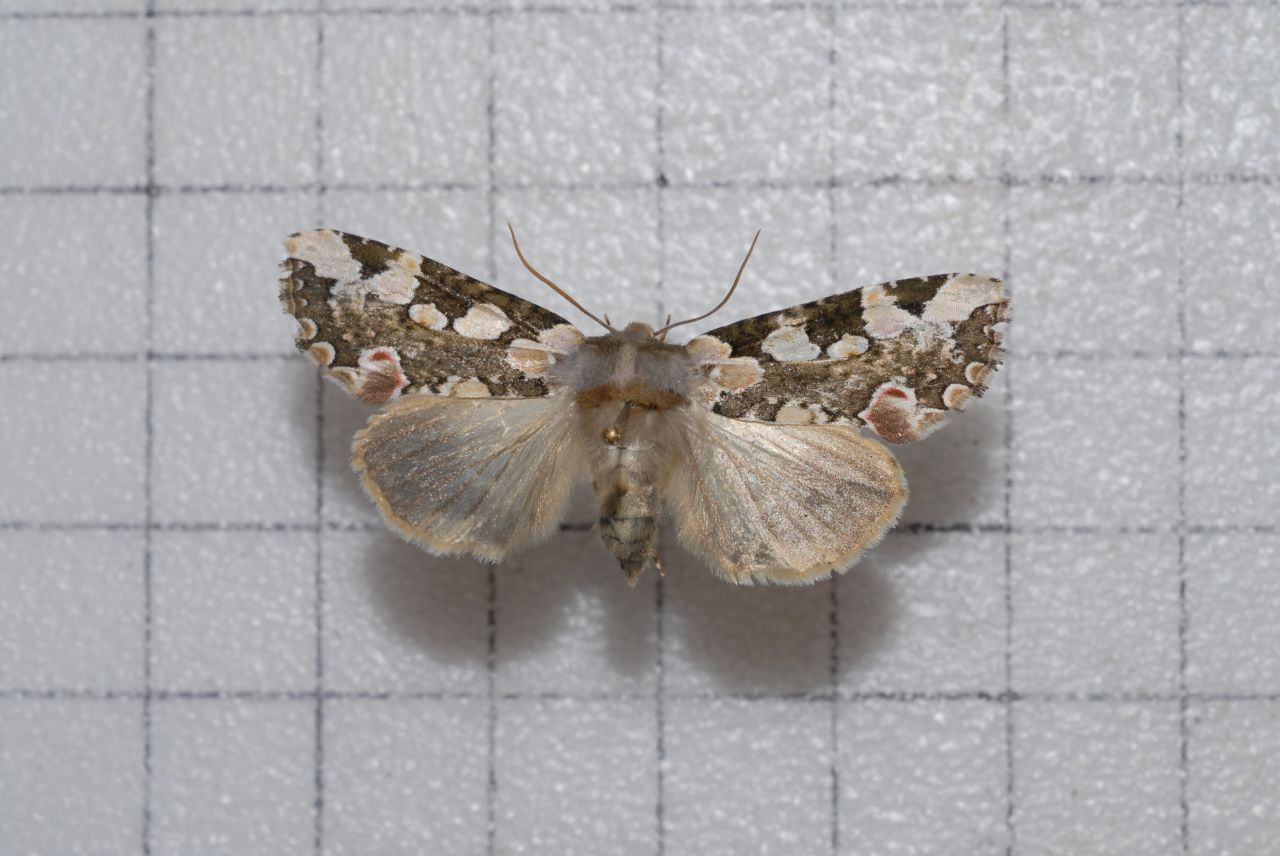
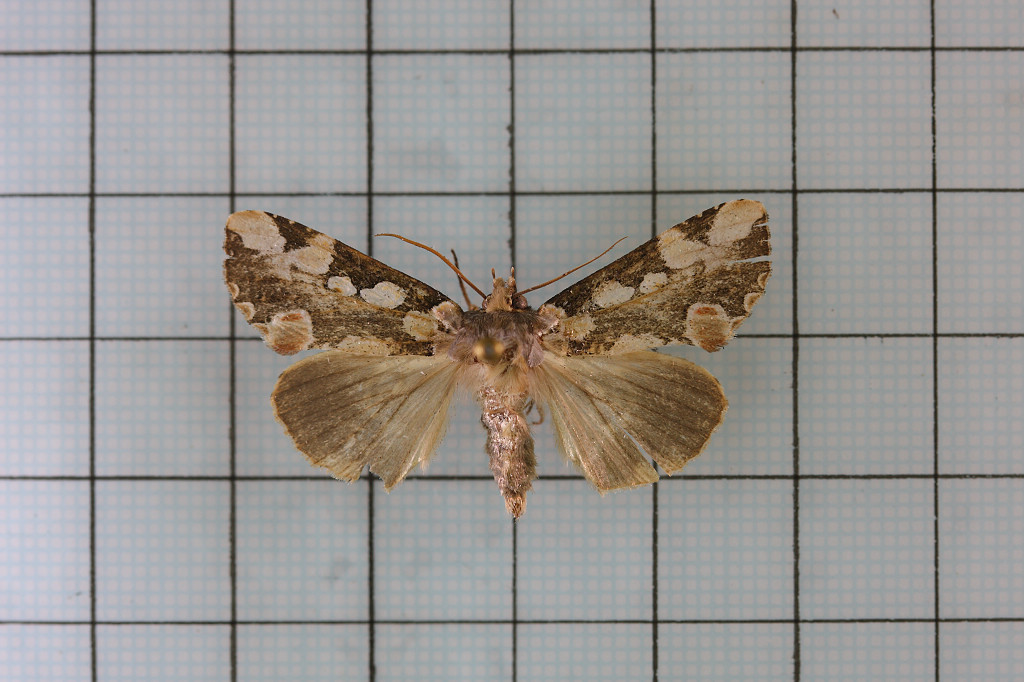
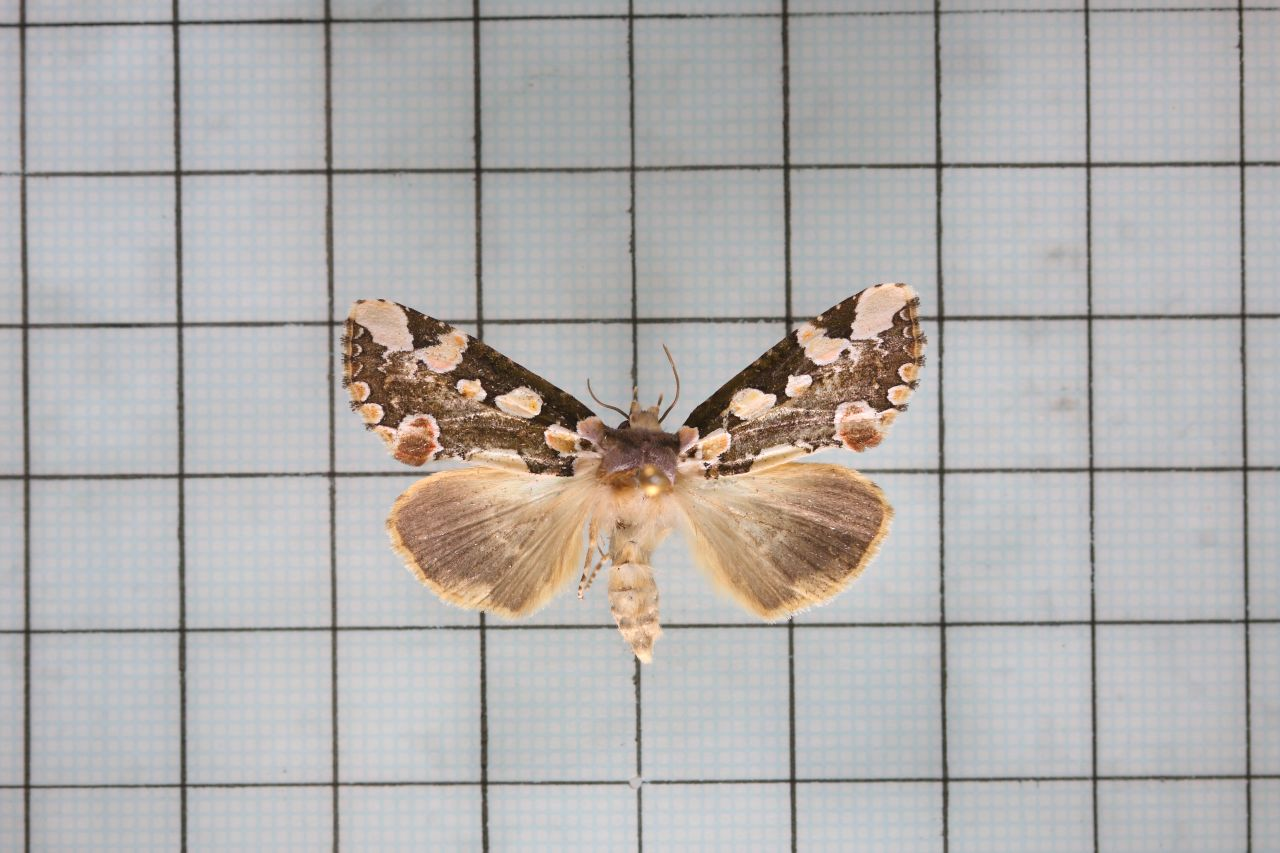
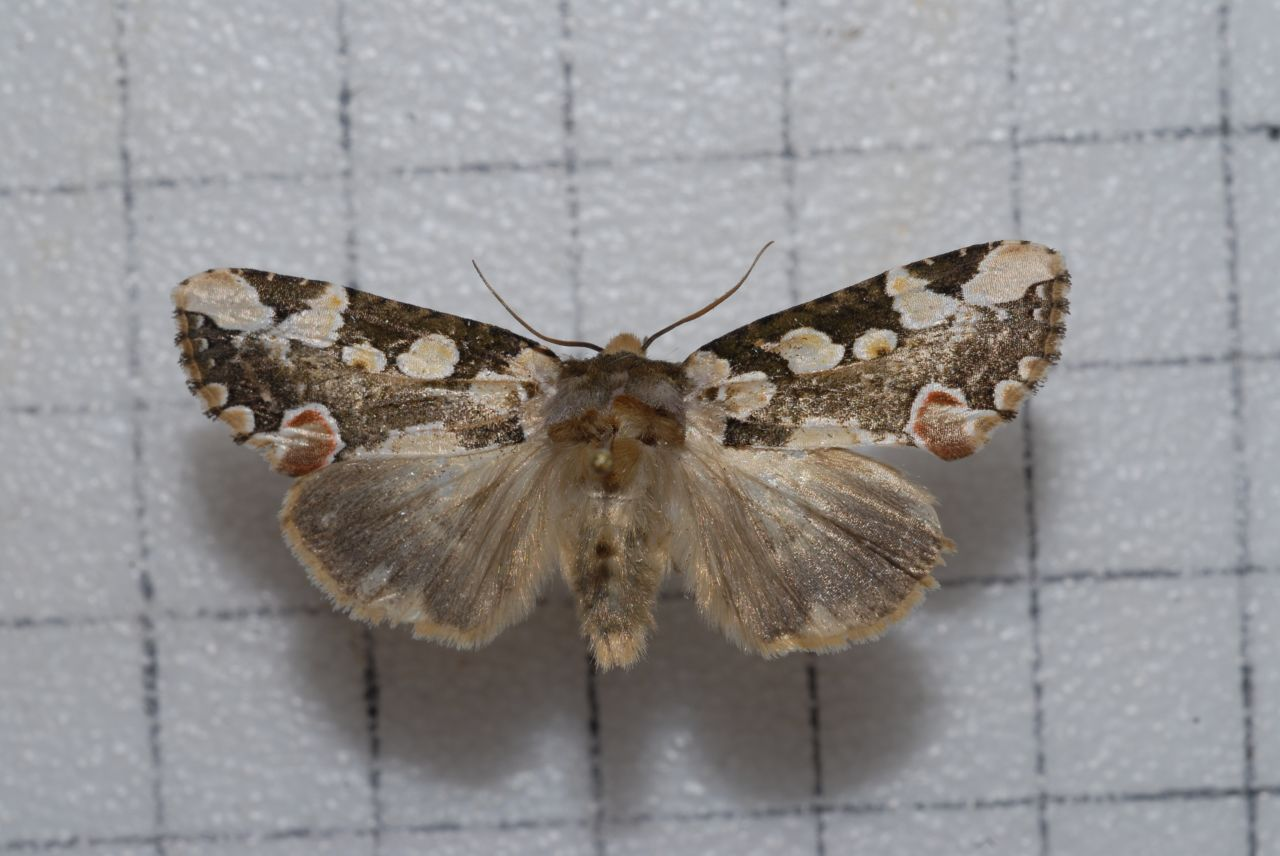